# Javier Fernández López
Javier Fernández López (Madrid, 15 aprile 1991) è un ex pattinatore artistico su ghiaccio spagnolo.
Due volte campione del mondo (nel 2015 e nel 2016), è stato anche, dal 2013, per sette volte consecutive campione europeo (dal 2013 al 2019). Vincitore anche di un bronzo olimpico, è inoltre sette volte campione nazionale spagnolo. È stato il secondo pattinatore a superare la soglia dei 100 punti nel programma corto, quella dei 200 nel programma lungo e i trecento punti totali.
Fernández ha rappresentato la Spagna alle olimpiadi invernali del 2010, del 2014 e del 2018, ed è il primo pattinatore spagnolo ad aver mai ottenuto medaglie ai campionati dell'ISU o ad un evento del Grand Prix.
Celeberrima è la sua amicizia/rivalità con il pattinatore giapponese Yuzuru Hanyu.

## Vita privata
Javier Fernandez è nato il 15 aprile del 1991 a Madrid. Ha una sorella e un fratello, entrambi maggiori di lui; la sorella, Laura, ha gareggiato nel pattinaggio come singola e nella danza su ghiaccio. Nell'estate del 2008, il pattinatore si è trasferito ad Hackensack, nel New Jersey, ma nel 2011 si è spostato di nuovo per andare ad abitare a Toronto, in Canada, per allenarsi con Brian Orser. Ha avuto una relazione sentimentale con la pattinatrice Miki Andō.

## Carriera

### Primi anni
Fernandez ha cominciato a pattinare all'età di sei anni, sulle orme della sorella maggiore. Ha fatto il suo debutto in competizioni a livello senior nella stagione 2006-07, senza però riuscire a qualificarsi per il programma libero ai campionati mondiali né in quella stagione né nella successiva. Scoraggiato, ha preso in considerazione l'idea di abbandonare il pattinaggio per cominciare con l'hockey. Nel 2008 ha però partecipato ad un campo estivo di pattinaggio in Andorra, dove ha conosciuto l'allenatore Nikolaj Morozov, che gli ha offerto di trasferirsi ad allenarsi con lui negli Stati Uniti. Nell'estate del 2008, Fernandez si è quindi spostato ad Hackensack, nel New Jersey. Dopo il cambio di allenatore, si è classificato undicesimo ai campionati europei e diciannovesimo ai campionati del mondo, garantendo alla Spagna un posto per le Olimpiadi del 2010. Era dal 1956 che nessun pattinatore spagnolo si qualificava per le Olimpiadi nel singolo maschile.

### Stagione 2009-2010
Per la prima volta, Fernandez ha partecipato a una tappa del Grand Prix in categoria senior, il Trophée Eric Bompard del 2009, classificandosi undicesimo. Ha poi preso parte ai campionati europei, classificandosi ottavo, e alle sue prime Olimpiadi come primo pattinatore spagnolo a partecipare ai giochi olimpici invernali dopo Dario Villalba nel 1956. Ha terminato la competizione in quattordicesima posizione, con un sedicesimo posto nel programma corto e un decimo nel libero. Ha infine preso parte ai campionati del mondo, che ha terminato in dodicesima posizione.
A partire da questa stagione, Fernandez ha cominciato ad eseguire il quadruplo toe-loop in competizione.

### Stagione 2010-2011

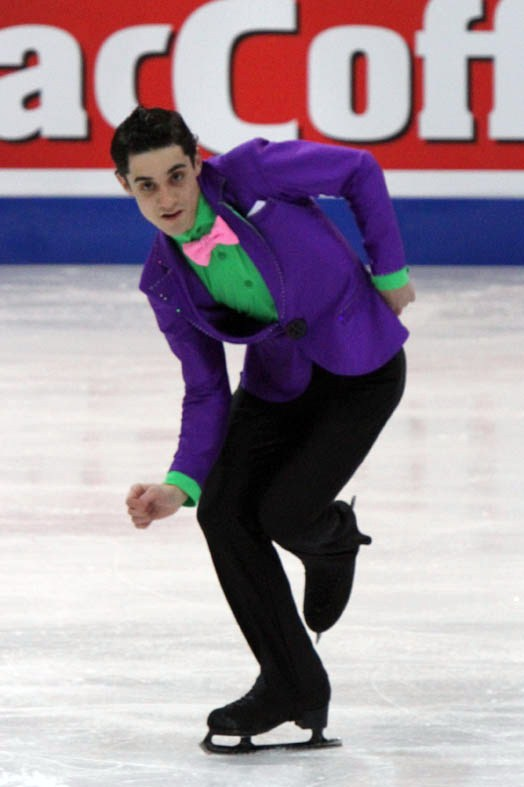
Javier Fernandez ai campionati europei del 2011.

Nella stagione 2010-11, Fernandez è stato assegnato alle tappe di Grand Prix di Skate Canada e della Cup of Russia, competizioni in cui si è classificato rispettivamente quinto e nono. Ai campionati nazionali, durante il riscaldamento prima del programma libero, si è ferito una mano con il ghiaccio ed è stato portato direttamente in infermeria. Ha comunque preso parte alla competizione, senza però riuscire a difendere il suo titolo nazionale e classificandosi secondo dietro a Javier Raya. Il secondo posto ottenuto ai campionati spagnoli non ha però pregiudicato la sua partecipazione ai campionati europei dato che, grazie all'ottavo posto da lui ottenuto la stagione precedente, la Spagna poteva partecipare alla competizione con due pattinatori. Ha quindi preso parte ai campionati europei, classificandosi nono e ottenendo nuovamente due posti per la Spagna agli europei successivi. Infine, ha preso parte ai campionati del mondo, per la prima volta entrando nella top ten nella classifica finale. Nell'occasione, ha atterrato due quadrupli differenti: il toe-loop e il Salchow, e garantito due posti per la Spagna ai campionati mondiali del 2012.
Nel giugno del 2011 ha annunciato che si sarebbe trasferito ad allenarsi a Toronto con Brian Orser, perché Morozov era impegnato ad allenare Miki Ando.

### Stagione 2011-2012
Fernandez ha cominciato la stagione con un quarto posto al Nebelhorn Trophy. In quell'occasione, in un'intervista ha dichiarato che avrebbe continuato ad allenarsi in Canada con David Wilson e Jeffrey Buttle come coreografi e Brian Orser come allenatore.
Come tappe di Grand Prix della stagione, ha di nuovo preso parte a Skate Canada e alla Cup of Russia. A Skate Canada, avendo inserito e atterrato perfettamente un salto quadruplo nel suo programma corto, si è classificato primo dopo il primo segmento di gara, davanti ad atleti del calibro di Patrick Chan e Daisuke Takahashi. Al secondo posto dopo il programma libero, ha vinto la medaglia d'argento dietro a Patrick Chan. Alla Cup of Russia, si è classificato quarto dopo il programma corto e primo nel libero, terminando in seconda posizione dietro al giovane atleta giapponese Yuzuru Hanyu di soli 0.03 punti. Grazie ai risultati ottenuti nelle due tappe, Fernandez è diventato il primo pattinatore spagnolo a qualificarsi per la finale del Grand Prix e a vincere una medaglia, il bronzo. Ha poi preso parte ai nazionali, recuperando il proprio titolo con più di 80 punti di differenza rispetto al secondo classificato, Felipe Montoya.
La seconda parte della stagione si è rivelata più difficoltosa per Fernandez. Anche se considerato uno dei favoriti per il podio europeo, si è classificato soltanto sesto, e nono ai campionati mondiali del 2012.

### Stagione 2012-2013

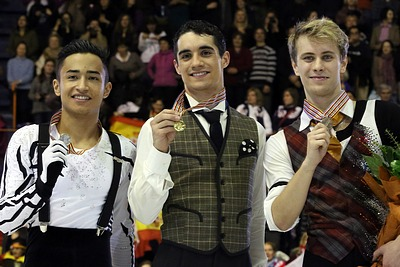
Podio dei campionati mondiali del 2013. Javier Fernandez (al centro), Florent Amodio (a sinistra) e Michal Brezina (a destra).

Come prima competizione della stagione, Fernandez ha preso parte al Finlandia Trophy, esordendo con i suoi due nuovi programmi, La maschera di Zorro e Charlie Chaplin, e vincendo la medaglia di bronzo. Ha partecipato poi a Skate Canada, diventando il primo pattinatore spagnolo a vincere l'oro in una tappa del Grand Prix e battendo l'allora campione del mondo Patrick Chan. Nonostante il quarto posto all'NHK Trophy, anche in questa stagione è riuscito a qualificarsi per la finale del Grand Prix, competizione in cui si è classificato quarto. Nell'occasione, ha eseguito un ottimo programma libero, completando tre salti quadrupli nel programma libero (Salchow, toe-loop e la combinazione quadruplo salchow - triplo toe-loop). In dicembre, Fernandez ha vinto il suo terzo titolo nazionale.
Nel marzo del 2013 si sono tenuti in campionati europei. Prima della competizione, Fernandez ha perso gran parte degli allenamenti perché i suoi pattini erano stati persi in aeroporto, e gli sono stati riconsegnati sono il giorno prima dell'inizio delle gare. Ciò nonostante, ha pattinato un ottimo programma libero, eseguendo tutti e tre i quadrupli in programma e vincendo la competizione con un punteggio totale di 274.87, suo nuovo record personale. Infine, ha preso parte ai campionati del mondo e ha vinto la medaglia di bronzo, primo pattinatore spagnolo a salire sul podio mondiale nel pattinaggio di figura.

### Stagione 2013-2014
In occasione della stagione olimpica, Fernandez ha esordito alla competizione a squadre Japan Open, partecipando come membro della squadra europea assieme a Michal Březina, Adelina Sotnikova e Irina Sluckaja e vincendo la competizione nel singolo maschile. Complessivamente, la quadra europea si è classificata terza. Ha poi preso parte a due tappe di Gran Prix, non riuscendo però a classificarsi per la finale. In dicembre ha vinto il suo quarto titolo nazionale e in gennaio il suo secondo titolo europeo.
In febbraio si sono tenute le Olimpiadi invernali di Sochi, in Russia. Fernandez è stato scelto come portabandiera per la Spagna durante la cerimonia d'apertura. Dopo il programma corto, a causa di alcuni errori si è classificato terzo con 86.98 punti, dietro a Yuzuru Hanyu, primo, e a Patrick Chan, secondo. Nel programma libero si è classificato quinto, soprattutto a causa di un triplo Salchow che è stato ritenuto non valido perché era già stato eseguito una volta. Ha terminato la competizione in quarta posizione, a soli 1.18 punti dal terzo classificato, il pattinatore kazako Denis Ten.
L'ultima competizione della stagione, i campionati mondiali del 2014, si è tenuta a Saitama, in Giappone. Fernandez si è classificato secondo dopo il programma corto e terzo dopo il libero, riconfermandosi medaglia di bronzo nella classifica finale per il secondo anno consecutivo, dietro ai pattinatori giapponesi Yuzuru Hanyu (oro) e Tatsuki Machida (argento).

### Stagione 2014-2015
Fernandez ha vinto l'argento a Skate Canada 2014, undici punti dietro al vincitore Takahito Mura, e l'oro alla Rostelecom Cup, questa volta tredici punti davanti al secondo classificato, Sergei Voronov. Si è così qualificato per la finale del Grand Prix, tenutasi a Barcellona. Quinto dopo il programma corto, e a quasi 15 punti di distanza dal primo classificato, Yuzuru Hanyu, è riuscito grazie ad un buon libero a recuperare fino alla seconda posizione. Agli europei, tenutisi a Stoccolma, nonostante due programmi imperfetti si è comunque riconfermato campione europeo per il terzo anno consecutivo con un totale di 262.49 punti.
Nel 2015, ai mondiali tenutisi a Shanghai, Fernandez ha vinto il suo primo titolo mondiale e primo oro mondiale per un pattinatore spagnolo, chiudendo con il suo miglior programma libero della stagione.

### Stagione 2015-2016

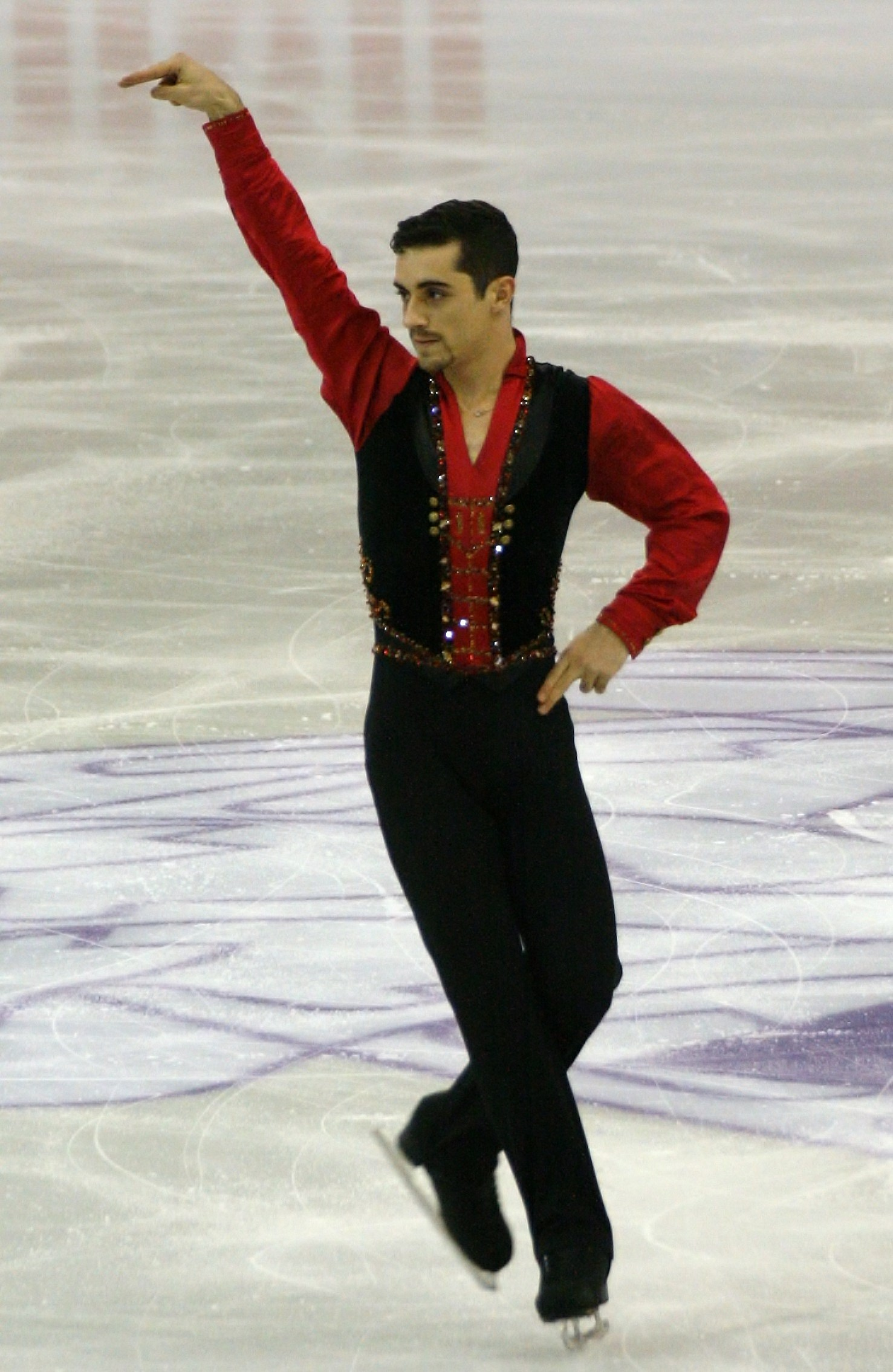
Javier Fernandez alla finale del Grand Prix del 2015.

Lo spagnolo ha vinto la medaglia d'oro sia alla Cup of China che alla Rostelecom Cup, qualificandosi facilmente per la finale. Durante la finale, ha pattinato un ottimo libero, eseguendo tutti e tre i quadrupli stabiliti e diventando il secondo pattinatore nella storia a superare i 200 punti nel programma libero, con 201.43 punti. Secondo ad Hanyu in entrambi i segmenti di gara, per il secondo anno consecutivo ha concluso la competizione in seconda posizione dietro al giapponese. In occasione dei nazionali, oltre a difendere con successo il proprio titolo, Fernandez ha completato per la prima volta in carriera due salti quadrupli nel programma corto. Nella seconda metà della stagione, lo spagnolo ha difeso con successo anche il proprio titolo europeo (con oltre 60 punti di vantaggio rispetto al secondo classificato, Oleksii Bychenko), e quello mondiale, davanti ad Hanyu e a Jin Boyang.

### Stagione 2016-2017
La prima tappa di Grand Prix a cui Fernandez ha partecipato nella stagione è stata la Rostelecom Cup. Secondo dietro a Shōma Uno dopo il programma corto poiché aveva eseguito triplo uno dei quadrupli programmati, ha poi eseguito un ottimo programma libero, ottenendo un punteggio di oltre 200 punti nel segmento di gara e classificandosi primo nella classifica finale. La settimana successiva, Fernandez ha vinto anche il Trophée de France, classificandosi primo nonostante una caduta nel quadruplo Toe-loop nel programma corto e nel triplo Axel nel programma libero. Si è quindi classificato con il massimo dei punti per la finale, tenutasi in dicembre a Marsiglia. Classificatosi terzo dopo il programma corto con un punteggio di 91.76 punti, dietro a Patrick Chan e a Yuzuru Hanyu. Ha commesso inoltre numerosi errori nel programma libero, finendo la competizione al quarto posto.

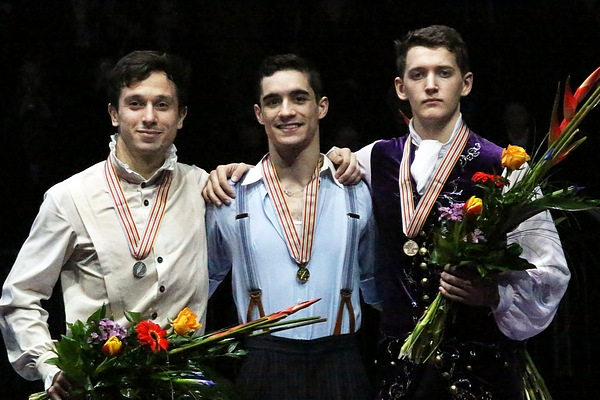
Podio dei campionati europei del 2016. Fernandez (al centro) con Oleksii Bychenko, secondo classificato, e Maxim Kovtun, bronzo.

In dicembre ha partecipato anche ai campionati spagnoli, vincendo il suo settimo titolo nazionale consecutivo. Ha difeso anche il suo titolo europeo, diventando il primo pattinatore a vincere cinque titoli europei consecutivi di fila dopo Ondrej Nepela tra il 1969 e il 1973. Ha poi preso parte ai campionati mondiali, tenutisi ad Helsinki nel 2017. Nell'occasione, ha pattinato il miglior programma corto della sua carriera, ottenendo un punteggio di 109.05 punti, migliorando di 4.8 punti il suo precedente miglior punteggio personale. Nel programma libero ha però commesso parecchi errori, tra cui una caduta nel quadruplo Salchow e un triplo Flip eseguito soltanto doppio. Classificatosi sesto nel programma libero, ha chiuso la competizione in quarta posizione, trovandosi fuori dal podio per la prima volta dal 2012.

### Stagione 2017-2018
Per la stagione olimpica, Fernandez ha scelto per il suo programma corto le musiche del film Tempi moderni di Charlie Chaplin, che aveva già utilizzato nel programma libero della stagione 2013-14. Per il programma libero ha invece scelto di interpretare Don Chisciotte sulle musiche tratte dal musical Man of La Mancha. Nonostante molti suoi rivali abbiano scelto di aumentare la difficoltà dei loro programmi aggiungendo nuovi salti quadrupli, Fernandez ha deciso di continuare a proporre due salti quadrupli nel corto e tre nel libero.
Ha esordito con entrambi i programmi alla competizione Autumn Classic International, dove si è trovato a competere contro il suo maggior rivale e compagno d'allenamenti, Yuzuru Hanyu. Dopo il corto, pur avendo pattinato un programma di qualità, Fernandez si è trovato al secondo posto, dato che il rivale nipponico aveva appena fatto segnare un nuovo record del mondo. Si è rifatto ampiamente nel programma libero e, nonostante un errore nel quadruplo Salchow, ha vinto la competizione con 10.83 punti di vantaggio rispetto ad Hanyu. Ha poi partecipato ai Japan Open, contribuendo alla vittoria della squadra europea su quella giapponese.
Per la stagione 2017-18, Fernandez è stato assegnato alle tappe di Grand Prix in Cina e in Francia. Come prima competizione, ha preso parte alla Cup of China. Dopo il programma corto si è classificato terzo, dietro al pattinatore russo Mikhail Kolyada e al cinese Jin Boyang. Ha commesso numerosi errori anche nel programma libero, che gli sono costati il podio: si è classificato sesto nella classifica finale con 253.06 punti. Dopo la competizione è stato dichiarato che l'atleta spagnolo non è stato in grado di pattinare al meglio anche a causa di problemi di stomaco. Ha poi preso parte al Trophée de France, tenutosi a Grenoble. Primo dopo un programma corto pulito che gli è valso 107.86 punti (in quel momento il quinto punteggio più alto mai ottenuto in un programma corto), si è classificato secondo dopo il programma libero dietro a Shōma Uno. Il vantaggio rispetto al rivale guadagnato con il programma corto gli è comunque bastato per vincere la competizione con 283.71 punti totali, ottenendo così il suo settimo titolo in carriera ad una tappa di Grand Prix. Non sufficienti però, questi risultati, a qualificarlo per la finale del Grand Prix.

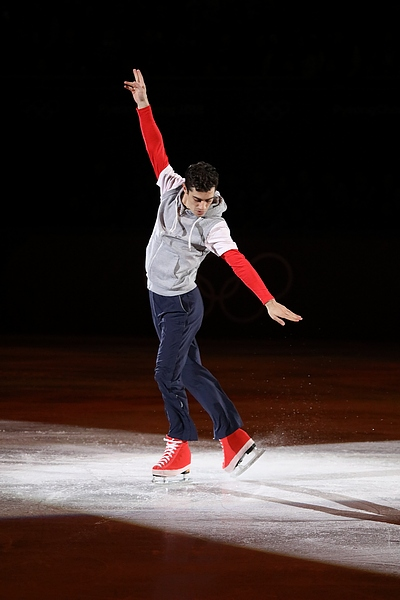
Fernàndez pattina in occasione del galà degli XXIII Giochi olimpici invernali.

Fernàndez ha poi preso parte ai campionati nazionali tenutisi in dicembre, vincendo il suo ottavo titolo. Ai campionati europei è poi sceso in campo per vincere il suo sesto titolo, a ben 20 punti di distanza dal secondo classificato, il russo Dmitri Aliev.
Con l'obiettivo di vincere la prima medaglia olimpica della Spagna nel pattinaggio di figura, il 16 febbraio Fernandez ha eseguito sul ghiaccio un programma corto pulito atterrando una combinazione quadruplo-triplo toe-loop, un triplo Axel e un quadruplo Salchow e ottenendo tutti gli elementi eseguiti di livello 4. Per quanto riguarda le componenti del programma, ha ottenuto nove volte 10.00, terminando con un punteggio finale di 107.58 punti, secondo soltanto al campione olimpico in carica Yuzuru Hanyu. Nell'intervista che ha seguito il programma, ha dichiarato che sarebbe stato contento di vincere qualsiasi medaglia e ha lodato il rivale, Hanyu, definendolo un "talento". Il giorno seguente, Fernandez ha presentato anche un solido programma libero, con un unico errore: un quadruplo Salchow eseguito soltanto doppio. Ha ottenuto un punteggio di 197.66, che sommato al punteggio del corto l'ha portato a un totale di 305.24, suo miglior punteggio della stagione. Davanti a lui Yuzuru Hanyu con 317.85 punti e Shōma Uno con 306.90. Si è dichiarato molto soddisfatto dello storico risultato ottenuto per la Spagna e ha annunciato che non avrebbe partecipato ai campionati mondiali di Milano. Pur non avendo dichiarato il definitivo ritiro dalle competizioni, ha annunciato di non aver più intenzione di partecipare ad Olimpiadi e a campionati mondiali, e di voler lasciare il Canada, dove viveva e si allenava dal 2011, per tornare a Madrid.

### Stagione 2018-2019
Fernandez ha deciso di partecipare a pochissime competizioni. L'unica a cui ha preso parte nell'autunno del 2018 è stata il Japan Open. Autore del terzo programma libero, si è classificato secondo con la squadra dell'Europa. Dopo alcuni mesi di allenamento molto irregolare, nel mese di gennaio è tornato ad allenarsi in Canada per provare a vincere per la settima volta il Campionato europeo, impresa compiuta per l'ultima volta da Karl Schäfer, vincitore di otto titoli fra il 1929 e il 1936. Ha scelto di gareggiare con due vecchi programmi, Malagueña come programma corto, e Man of La Mancha, modificato per adattarlo alle nuove regole, come programma libero, a causa del poco tempo a disposizione per preparare nuovi programmi. Terzo dopo il programma corto a causa di una rotazione non completa sul quadruplo salchow, Fernandez ha eseguito il miglior libero e ha vinto per la settima volta la competizione.

## Programmi
| Stagione  | Programma corto                                                    | Programma libero                                                                        | Esibizione |
| --------- | ------------------------------------------------------------------ | --------------------------------------------------------------------------------------- | --- |
| 2017-2018 | Tempi moderni (Charlie Chaplin) coreografia di David Wilson        | Man of La Mancha (Joe Darion e Mitch Leigh) coreografia di David Wilson                 | Danny Boy (Frederic Weatherly) coreografia di David Wilson |
| 2016-2017 | Malaguena (Ernesto Leucona) coreografia di Antonio Najarro         | Elvis Presley Medley (Elvis Presley) coreografia di David Wilson                        | Danny Boy (Frederic Weatherly) coreografia di David Wilson |
| 2015-2016 | Malaguena (Ernesto Leucona) coreografia di Antonio Najarro         | Guys and Dolls (Frank Loesser, eseguito da Frank Sinatra) coreografia di David Wilson   | - I Love Paris (The Witnesses) coreografia di David Wilson - Black Betty (Ram Jam) coreografia di David Wilson e Jeffrey Buttle - Heart keeps dancing (James Gruntz) - Toreador Song (Georges Bizet) coreografia di Kenji Miyamoto e Takaya Usuda |
| 2014-2015 | Black Betty (Ram Jam) coreografia di David Wilson e Jeffrey Buttle | Il barbiere di Siviglia (Gioacchino Rossini) coreografia di David Wilson                | - Toreador Song (Georges Bizet) coreografia di Kenji Miyamoto e Takaya Usuda - Touch of Evil (Henry Macini) coreografia di Kurt Browning e Geoffrey Tyler - 20 de Abril (Celtas Cortos) - When I Was Your Man (Bruno Mars)                        |
| 2013-2014 | Satan Takes a Holiday (Larry Clinton) coreografia di David Wilson  | - Peter Gunn (Henry Macini) - Harlem Nocturne (Earle Hagen) coreografia di David Wilson | - Aerobic Class (mix) coreografia di Kurt Browning e Geoffrey Tyler |

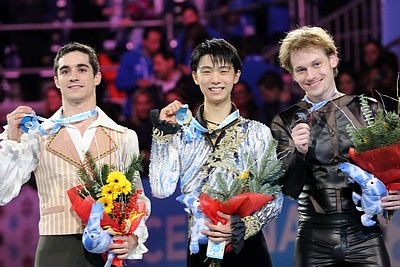
Fernandez sul podio della finale del Grand Prix del 2014.

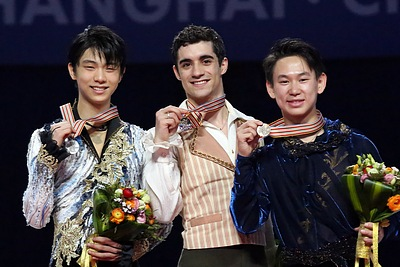
Fernandez sul podio dei campionati mondiali del 2015.

## Risultati

### Dal 2006 ad oggi
| Internazionali                                                        | Internazionali | Internazionali | Internazionali | Internazionali | Internazionali | Internazionali | Internazionali | Internazionali | Internazionali | Internazionali | Internazionali | Internazionali | Internazionali | Internazionali |
| Evento                                                                | 06-07          | 07-08          | 08-09          | 09-10          | 10-11          | 11-12          | 12-13          | 13-14          | 14-15          | 15-16          | 16-17          | 17-18          | 18-19          | 19-20          |
| --------------------------------------------------------------------- | -------------- | -------------- | -------------- | -------------- | -------------- | -------------- | -------------- | -------------- | -------------- | -------------- | -------------- | -------------- | -------------- | -------------- |
| Olimpiadi                                                             |                |                |                | 14º            |                |                |                | 4º             |                |                |                | 3º             |                |                |
| Mondiali                                                              | 35º            | 30º            | 19º            | 12º            | 10º            | 9º             | 3º             | 3º             | 1º             | 1º             | 4º             |                |                |                |
| Europei                                                               | 28º            | 17º            | 11º            | 8º             | 9º             | 6º             | 1º             | 1º             | 1º             | 1º             | 1º             | 1º             | 1º             |                |
| Finale del Grand Prix                                                 |                |                |                |                |                | 3º             | 4º             |                | 2º             | 2º             | 4º             |                |                |                |
| GP Trophée Eric Bompard                                               |                |                |                | 11º            |                |                |                |                |                |                | 1º             | 1º             |                |                |
| GP NHK Trophy                                                         |                |                |                |                |                |                | 4º             | 5º             |                |                |                |                |                |                |
| GP Rostelecom Cup                                                     |                |                |                |                | 9º             | 2º             |                | 3º             | 1º             | 1º             | 1º             |                |                |                |
| GP Cup of China                                                       |                |                |                |                |                |                |                |                |                | 1º             |                | 6º             |                |                |
| GP Skate Canada                                                       |                |                |                |                | 5º             | 2º             | 1º             |                | 2º             |                |                |                |                |                |
| CS Autumn Classic Int.                                                |                |                |                |                |                |                |                |                |                |                |                | 1º             |                |                |
| Cup of Nice                                                           |                |                |                | 3º             | 5º             |                |                |                |                |                |                |                |                |                |
| Finlandia Trophy                                                      |                |                |                |                |                |                | 3º             |                |                |                |                |                |                |                |
| Golden Spin                                                           |                | 13º            |                |                |                |                |                |                |                |                |                |                |                |                |
| Merano Cup                                                            |                |                |                | 1º             |                |                |                |                |                |                |                |                |                |                |
| Nebelhorn Trophy                                                      |                |                |                |                |                | 4º             |                |                |                |                |                |                |                |                |
| NRW Trophy                                                            |                |                | 3º             |                |                |                |                |                |                |                |                |                |                |                |
| Internazionali: Junior                                                |                |                |                |                |                |                |                |                |                |                |                |                |                |                |
| Mondiali Junior                                                       |                | 13º            |                |                |                |                |                |                |                |                |                |                |                |                |
| JGP Estonia                                                           |                | 9º             |                |                |                |                |                |                |                |                |                |                |                |                |
| JGP Messico                                                           |                |                | 6º             |                |                |                |                |                |                |                |                |                |                |                |
| JGP Paesi Bassi                                                       | 23º            |                |                |                |                |                |                |                |                |                |                |                |                |                |
| JGP Spagna                                                            |                |                | 4º             |                |                |                |                |                |                |                |                |                |                |                |
| JGP Regno Unito                                                       |                | 11º            |                |                |                |                |                |                |                |                |                |                |                |                |
| EYOF                                                                  | 4º J.          |                |                |                |                |                |                |                |                |                |                |                |                |                |
| Gardena Spring Trophy                                                 | 5º J.          |                |                |                |                |                |                |                |                |                |                |                |                |                |
| Nazionali                                                             |                |                |                |                |                |                |                |                |                |                |                |                |                |                |
| Campionati Spagnoli                                                   | 1º J.          | 1º J.          | 1º J.          | 1º             | 2º             | 1º             | 1º             | 1º             | 1º             | 1º             | 1º             | 1º             |                |                |
| Competizioni a squadre                                                |                |                |                |                |                |                |                |                |                |                |                |                |                |                |
| Japan Open                                                            |                |                |                |                |                |                |                | 3º T (1º P)    | 1º T (2º P)    | 3º T (2º P)    | 2º T (2º P)    | 1º T (1º P)    | 2º T (3º P)    | 1º T (5º P)    |
| J. = Junior, R = Ritirato T = Risultato Team, P = Risultato Personale |                |                |                |                |                |                |                |                |                |                |                |                |                |                |

### 2003-2006
| Internazionale      | Internazionale | Internazionale | Internazionale |
| Evento              | 2003-04        | 2004-05        | 2005-06        |
| ------------------- | -------------- | -------------- | -------------- |
| Merano Cup          | 3º N.          |                |                |
| Triglav Trophy      |                |                | 4º N.          |
| Nazionali           |                |                |                |
| Campionati Spagnoli |                |                | 2º             |
| N. = Novice         |                |                |                |